# Wadu Wani
Wadu Wani is een bestuurslaag in het regentschap Bima van de provincie West-Nusa Tenggara, Indonesië. Wadu Wani telt 697 inwoners (volkstelling 2010).